# NGC 2352
NGC 2352 (другое обозначение — ESO 492-**5) — группа звёзд в созвездии Большой Пёс.
Этот объект входит в число перечисленных в оригинальной редакции «Нового общего каталога».
Состоит из 15-20 звёзд. Андрис Лаубертс не считает объект физически связанной группой звёзд, а называет его просто «концентрацией» случайно оказавшихся близко друг к другу на небе звёзд.